# Senneçay

Senneçay este o comună în departamentul Cher, Franța. În 1 ianuarie 2022 avea o populație de 451 de locuitori.